# Chiesa parrocchiale di Santa Maria la Stella
La Chiesa parrocchiale di Santa Maria la Stella è una chiesa situata nell'omonima frazione del comune di Aci Sant'Antonio. L'attuale struttura fu inaugurata il 29 giugno 1932 dal vescovo Evasio Colli e consacrata il 7 ottobre 1962.

## Storia

### XVIII-XIX secolo
Verso la fine del '700, il paese era attraversato da un sentiero che collegava i centri vicini come Aci Sant'Antonio, Fleri, Trecastagni e i Monti Rossi. Lungo questo percorso i viandanti potevano usufruire di un piccolo rifugio con accanto una piccola edicola con un dipinto di un autore sconosciuto raffigurante i Re Magi in adorazione di Gesù, tenuto in braccio da Maria sul cui capo spendeva una stella.
Col trascorrere del tempo l'edicola iniziò ad essere insufficiente per la popolazione; fu così eretta, alla fine del '800 una piccola chiesa dedicata alla Madonna della Stella, che divenne il fulcro della vita religiosa della frazione.

### XX secolo
Il 31 dicembre 1919 il vescovo Giambattista Arista nominò il primo vicario curato, segnando l’inizio ufficiale della vita parrocchiale.
Durante questo periodo, il paese registrò un incremento demografico che rese insufficiente la chiesetta originaria; così, grazie ad un notevole contributo economico di Papa Pio XI, fu edificata l'attuale chiesa, inaugurata il 29 giugno 1932 dal vescovo Evasio Colli alla presenza di un centinaio di abitanti e del progettista Spirito Maria Chiappetta.
L'8 settembre 1935 la chiesa venne eretta canonicamente parrocchia e fu assegnato il primo parroco. Il 7 ottobre 1962 la chiesa fu ufficialmente consacrata.

### XXI secolo
Dal 2002 al 2012, nei mesi di dicembre e gennaio la parrocchia organizzò il presepe degli antichi mestieri, una manifestazione che rievocava le tradizioni artigiane siciliane attraverso figuranti in costume e ambientazioni storiche.
Nel 2004 fu inaugurata la Cappella di San Lorenzo al Calvario e nel 2009 fu inaugurato un oratorio all'aperto.
Il 26 dicembre 2018 la chiesa subì danni a causa del terremoto di Viagrande, che danneggiò l'arco principale, rendendo necessari interventi di restauro.